# Synaptola fulleborni
Synaptola fulleborni är en skalbaggsart som beskrevs av Schmidt 1922. Synaptola fulleborni ingår i släktet Synaptola och familjen långhorningar. Inga underarter finns listade i Catalogue of Life.